# Тримиклини
Тримѝклини (на гръцки: Τριμίκλινη) е село в Кипър, окръг Лимасол. Според статистическата служба на Република Кипър през 2001 г. селото има 170 жители.
Намира се на 9 km южно от Платрес.